# Тюркейм, Шарлотт де
Шарлотт де Тюркейм (Анн-Шарлотт де Тюркейм; фр. Anne-Charlotte de Turckheim; 5 апреля 1955 года, Монтро-Фот-Йон, Сена и Марна) — французская актриса и режиссёр.

## Биография
Анн-Шарлотт де Тюркейм — дочь Арно де Тюркейма (1928—2018), происходившего из протестантской дворянской семьи Верхнего Рейна (дворянство подтверждено в 1552 году, титул баронов Священной Римской империи получен в 1782 году) и Франсуазы Юссон. У Шарлотт есть старшая сестра Мари-Клеофе (род. 21 июня 1953 г.), брат Амори (род. 4 мая 1959 г.) и младшая сестра Амели (род. 1966 г.). Её двоюродный брат — композитор и режиссер Сирил де Тюркейм.
Получив степень бакалавра, Шарлотт работала секретарём, продавцом одежды, учителем французского языка. В 1976 году она поступила в Cours Périmony, где изучала театральное дело. В 1979 году Колюш, продюсировавший постановку в Театре Эдгара, пригласил участвовать в ней молодую актрису. Он также предложил кандидатуру Тюркейм на роль в фильме Клода Берри «Школьный учитель» (1981), но свою первую роль в кино Тюркейм исполнила в 1980 году в фильме ужасов Рафаэля Дельпара «Ночь смерти». В «Придурках на каникулах» а, затем в фильме «Шуаны!» Тюркейм получила роли второго плана. Свою первую главную роль она исполнила в эксцентрической комедии «Безумный день у матушки». В 1999 году она обратилась к режиссуре, её комедия «Мой отец, моя мать, мои братья и сестры…», имела большой успех. В 2000-е годы Тюркейм снималась в телефильмах («Жаркое лето», «Любовь в тишине», «Клара Шеллер») и сериале «Madame le proviseur». Тюркейм играла в основном в комедиях, однако снялась также у Фолькера Шлёндорффа («Любовь Свана»), Джеймса Айвори («Джефферсон в Париже», Исмаила Мерчанта («Собственник»).
В 1980-х и 90-х годах она была одной из участниц шоу Филиппа Бювара Grosses Têtes. Она также участвовала в шоу Лорана Рюкье On va s'gêner на канале Europe 1.

## Личная жизнь
В возрасте пятнадцати лет Шарлотта встречалась с Жан-Кристофом Камбаделисом, которому в то время было девятнадцать. Тогда же она забеременела, но не от Камбаделиса, и ей пришлось сделать аборт. Как позднее признавала Тюркейм, это было тяжёлым решением, однако необходимым, так как иначе её жизнь «была бы разрушена».
В 1975 году Тюркейм вышла замуж за актёра Жана-Ноэля Фенвика. Год спустя, в 1976 году, они развелись.
Вторично она вышла замуж за Жан-Марка Пьятона, основателя консалтингового агентства по имиджу бренда и дизайну. У супругов три дочери: Джулия (1985), Клара (1988) и Джоанна (1991). Этот брак также завершился разводом.
В 2012 году Тюркейм вышла замуж за Замана Хашеми, бизнесмена, брата ее подруги, афганской писательницы Чекебы Хашеми, активистки движения за образование молодых афганских девушек.